# Eudore Allard
Pour les articles homonymes, voir Allard.
Eudore Allard (27 août 1915 - 17 septembre 2001) fut un hôtelier, représentant et homme politique fédéral du Québec.

## Biographie
Né à Carleton-sur-Mer en Gaspésie–Îles-de-la-Madeleine, il tenta d'être élu dans la circonscription de Matapédia—Matane en 1962 et en 1963, mais fut défait par le libéral René Tremblay. 
Élu député du Parti Crédit social du Canada dans la circonscription de Rimouski en 1972, il sera réélu en 1974 et en 1979. Il sera défait par la libérale Eva Côté en 1980. Il tentera sans succès un retour en 1988 dans la circonscription de Rimouski—Témiscouata, mais fut défait par la progressiste-conservatrice Monique Vézina.